# Хорстед, Джилл
Джилл Хорстед (англ. Jill Horstead, в замужестве Макинтош, англ. McIntosh; род. 1 мая 1967, Торонто) — канадская пловчиха, бронзовый призёр Тихоокеанского чемпионата по плаванию (1985) и Игр Содружества (1986) на дистанции 200 м баттерфляем, участница Олимпийских игр 1984 года. Мать Брук и Саммер Макинтош.

## Спортивная карьера
В 16 лет участвовала в Панамериканских играх 1983 года в Венесуэле и заняла 4-е место на дистанции 200 м баттерфляем. Представляла Канаду на этой же дистанции на Олимпийских играх 1984 года в Лос-Анджелесе. Не попав в основной финал на этой дистанции, выиграла утешительный финал с результатом 2 минуты 13,49 секунды, заняв общее 9-е место.
В следующие два года выступала на той же дистанции на Тихоокеанском чемпионате по плаванию 1985 года в Токио и Играх Содружества 1986 года в Эдинбурге. В обоих случаях завоевала бронзовые медали. В июле 1985 года установила новый рекорд Канады на дистанции 200 м баттерфляем — 2.11,48, — остававшийся непобитым 11 лет. С 1986 по 1990 год училась в Флоридском университете и представляла его в студенческих соревнованиях. В 1987 году включена в символическую любительскую сборную США (англ. All American) на основании результатов на двух дистанциях: 200 м баттерфляем и комбинированной эстафеты 4×100 м.